# Charlie kierownikiem działu
Charlie kierownikiem działu (ang. The Floorwalker) − amerykański film niemy z 1916 roku, w reżyserii Charliego Chaplina.

## Obsada
- Charlie Chaplin – włóczęga
- Edna Purviance – sekretarka
- Charlotte Mineau – pani z ochrony
- Leo White – klient
- Albert Austin – sprzedawca
- Lloyd Bacon – asystent dyrektora
- Wesley Ruggles – policjant